# Oxysternon macleayi
Oxysternon macleayi är en skalbaggsart som beskrevs av Nevison 1892. Oxysternon macleayi ingår i släktet Oxysternon och familjen bladhorningar. Inga underarter finns listade i Catalogue of Life.